# Murasaki Shikibu

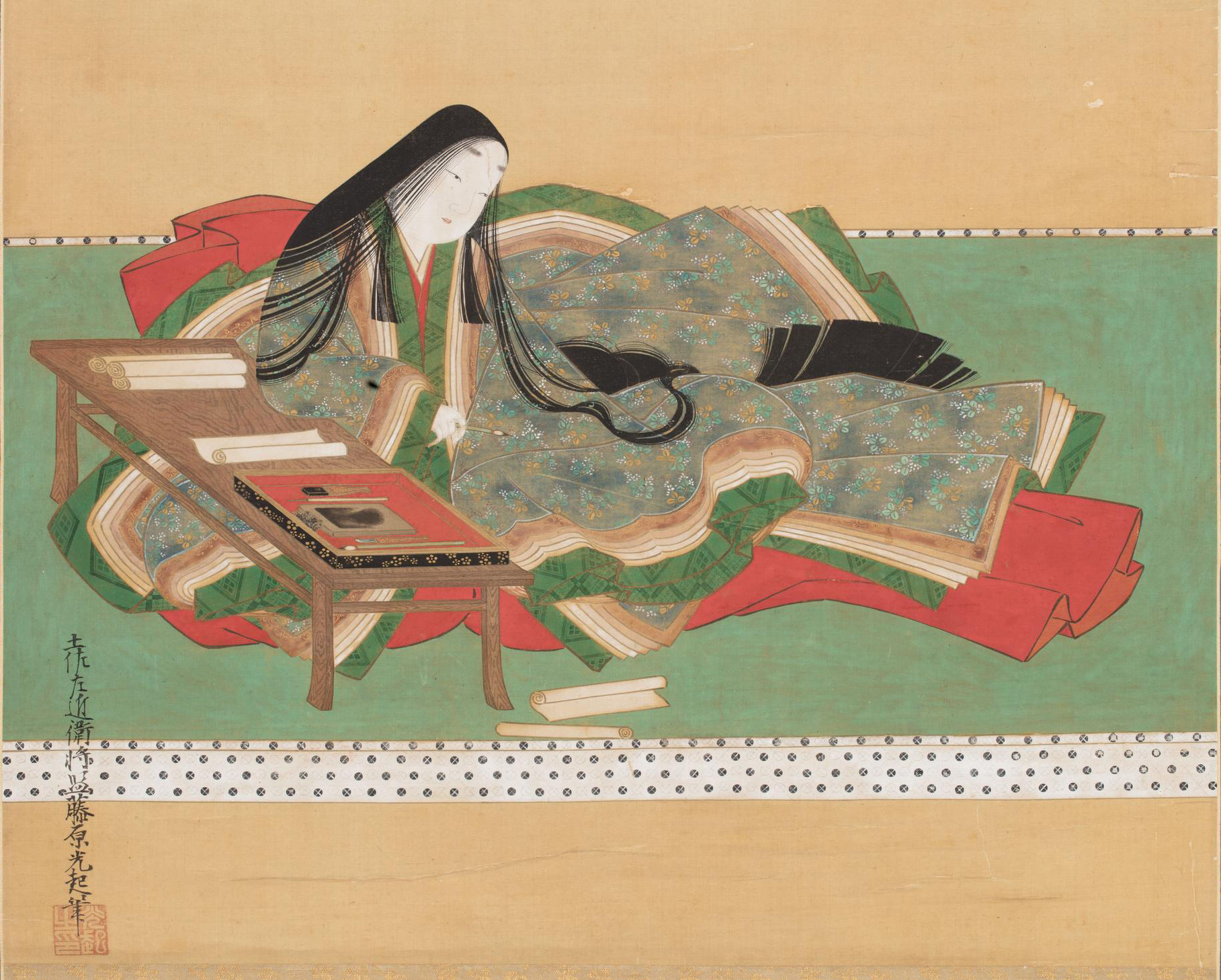
Murasaki Shikibu, nach Tosa Mitsuoki (17. Jahrhundert)

Murasaki Shikibu (jap. 紫式部; * Ende des 10. Jahrhunderts in Kyōto; † Anfang des 11. Jahrhunderts) war im Japan der Heian-Zeit eine Hofdame am Kaiserhof und Schriftstellerin. Sie ist die Autorin des Genji Monogatari (Die Geschichte vom Prinzen Genji), des ersten bedeutenden Romans der östlichen Welt und eines Meisterwerks der klassischen japanischen und Weltliteratur.

## Herkunft des Namens

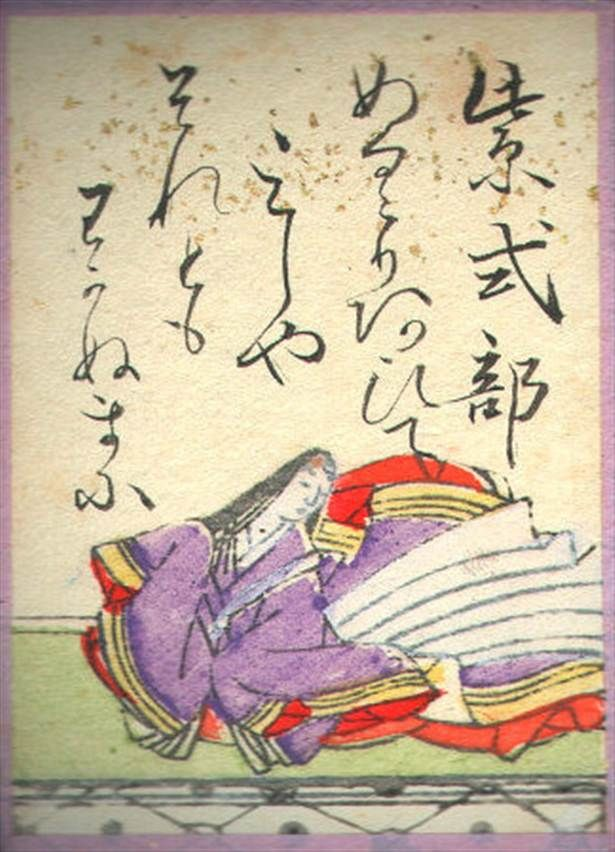
Murasaki Shikibu, Illustration aus einer Hyakunin-Isshu-Ausgabe in der Edo-Zeit

Der Geburtsname von Japans erster Romanautorin ist unbekannt. Sie wird stattdessen mit dem Notnamen Murasaki Shikibu (wörtlich: Violett der Zeremonie) benannt, zu dessen Herkunft es verschiedene Theorien gibt.
Sicher ist, dass sie aus einem weniger bedeutenden, literarisch tätigen Nebenzweig der damals mächtigen Fujiwara-Familie stammte und zu Beginn ihres Hoflebens Tō no Shikibu (藤の式部) genannt wurde. Die Bezeichnung Shikibu (式部) beruhte wahrscheinlich darauf, dass ihr Vater und später auch ihr Bruder Ämter im Ministerium für Riten und Zeremonien, dem Shikibu-shō, innehatten.
Das Kanji-Schriftzeichen 藤, das sino-japanisch als tō gelesen wird, kann rein-japanisch auch fuji bedeuten. Dies weist auf Shikibus Abstammung aus der Fujiwara-Familie (藤原) hin, da fuji nicht nur die erste Silbe des Familiennamens ist, sondern übersetzt auch „Glyzinie“ bedeutet, das Familiensymbol der Fujiwara-Familie.
Zur Herkunft des Namens Murasaki gibt es mehrere Theorien: Eine besagt, dass der Name sich auf ein bekanntes Gedicht aus dem Kokinshū bezieht, auf das Kaiser Ichijō (980–1011) verwies, als er Murasaki am Hof einführte. Er könnte sich aber auch herleiten von der Blütenfarbe der Glyzinie (die wegen ihrer bläulich-violetten Blüten auch „Blauregen“ genannt wird), denn Murasaki bedeutet übersetzt violett oder lila. Einer anderen, weit verbreiteten Theorie nach soll der Name aus ihrem bekanntesten Werk, dem Genji Monogatari, stammen, in dem die weibliche Hauptfigur Murasaki (no) Ue (紫上) heißt.

## Leben

### Abstammung und Kindheit

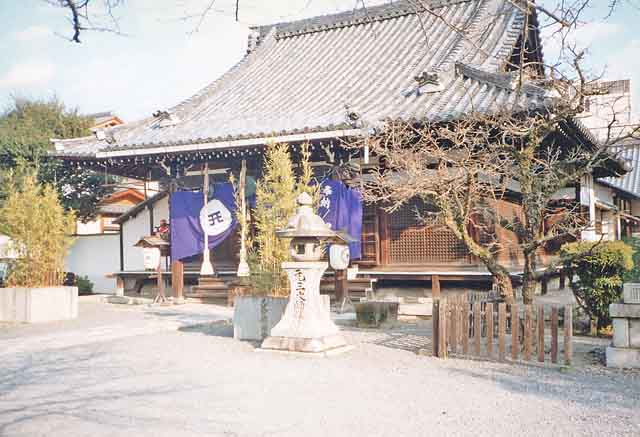
Der Rozan-ji in Kyōto wird mit Murasaki Shikibu in Verbindung gebracht

Über das Leben von Murasaki Shikibu existieren heute kaum noch präzise Quellen, weshalb über ihre Biografie oftmals nur Vermutungen angestellt werden können. Als einer der wenigen eindeutig belegbaren Fakten gilt, dass sie in Heian-kyō (dem heutigen Kyōto) zur Welt kam.
Schon ihr Geburtsjahr ist aber ungewiss, als Angaben lassen sich 970 (Tenroku 1), 973 (Ten’en 1) oder spätestens 978 (Tengen 1) finden. Murasaki könnte sowohl im Hause ihres Vaters Fujiwara no Tametoki (947–?) als auch im Hause ihres Großvaters mütterlicherseits, Fujiwara no Tamenobu, geboren sein, da es damals nicht ungewöhnlich war, dass eine Frau für die Geburt ihres Kindes in das Haus ihrer Familie zurückkehrte.
Ebenfalls unbekannt ist, ob Murasakis Vater überhaupt mit ihrer Mutter, ebenfalls eine Fujiwara, verheiratet war, da er zeitgleich auch mit einer anderen Frau Kinder hatte und Polygamie in der damaligen Adelsschicht weit verbreitet war. Sicher ist, dass das Paar drei Kinder hatte: Murasakis ältere Schwester, Murasaki selbst und ihren Bruder Nobunori (974–1011), bei dessen Geburt die Mutter gestorben sein soll.
Von ihrer Mutter schien Murasaki eine schriftstellerische Begabung geerbt zu haben, und auch väterlicherseits folgte sie auf zwölf in Literatur und Schrift außergewöhnlich begabte Vorfahren. So war ihr Urgroßvater Fujiwara no Kanesuke (877–933) als einer der Sechsunddreißig Unsterblichen der Dichtkunst aufgenommen worden, und ihr Vater war berühmt für seine ausgezeichnete Beherrschung der chinesischen Schrift.
Die wenigen vorhandenen Angaben über Murasakis Kindheit und Entwicklung stammen aus vereinzelten Tagebucheinträgen. Es wäre denkbar, dass sie bis 987, als ihr Großvater Tamenobu in den Priesterstand eintrat, in dessen Haushalt aufgewachsen und erst danach zu ihrem Vater gezogen ist. Dagegen spricht jedoch, dass sie gemeinsam mit ihrem Bruder in der Kindheit von ihrem Vater in den „chinesischen Studien“ (Literatur und Schrift) unterrichtet worden und Nobunori darin sogar übertroffen haben soll. Zu dieser Zeit war es eher ungewöhnlich, Mädchen eine umfangreiche Bildung zu ermöglichen, da ein oberflächliches Wissen in Literatur und Kunst als ausreichend angesehen wurde. Deshalb lag der hohe Bildungsstand, den Murasaki durch das gemeinsame Lernen mit ihrem Bruder erreichte, außerhalb der gesellschaftlichen Norm.

### Leben als Erwachsene
996 wurde Murasakis Vater der Verwalter der Provinz Echizen (heute die Präfektur Fukui). Dies bot für Murasaki eine damals seltene Gelegenheit, die Hauptstadt verlassen zu dürfen, da es ihr als Tochter aus gutem Hause untersagt war, reine Vergnügungsreisen zu unternehmen.
Nach etwa eineinhalb Jahren kehrte Murasaki nach Kyōto zurück und heiratete 998 oder 999 Fujiwara Nobutaka (藤原宣孝, 952–1001), einen Cousin vierten Grades, der zum Zeitpunkt der Heirat bereits erwachsene Kinder hatte. 999 brachte Murasaki ihre Tochter Kataiko (= Kenshi in der On-Lesung) zur Welt, die später als Daini (no) Sanmi (大弐三位, 999–1077) bekannt wurde. Es gibt unbestätigte Annahmen, wonach Kataiko nach dem Tod ihrer Mutter das Genji Monogatari vollendet haben soll.
Murasakis Ehemann Nobutaka starb 1001, und im Herbst desselben Jahres soll sie mit dem Verfassen des Genji Monogatari begonnen haben.

### Das Leben bei Hof (I)
Am 29. Tag des zwölften Monats im zweiten Jahr Kankō (寛弘二), also im Jahr 1005, trat Murasaki in die Dienste der Kaiserin Jōtō-mon’in (988–1074), auch bekannt als Fujiwara no Shoshi, der Tochter Michinagas.
Natürlich war es eine große Ehre, und doch ging Murasaki nur widerwillig und kehrte nach kurzer Zeit wieder nach Hause zurück. Das Leben bei Hof war so gar nicht, wie sie es aus Erzählungen kannte und es sich vorgestellt hatte. Man war ihr gegenüber kritisch eingestellt, behauptete sogar, ihr Vater wäre es gewesen, der sich die Handlung des Genji Monogatari ausdachte, sie solle es nur niederschreiben und ausschmücken. Doch selbst wenn sie von den anderen Höflingen gekränkt, gehasst und herabgesetzt wurde, blieb sie, auf Bitten der Kaiserin selbst, als Hofdame in ihrem Dienst. Außerdem erfuhr sie die Unterstützung des Kaisers Ichijō, welcher sie für so intelligent hielt, dass er äußerte, sie habe mit Sicherheit das Nihongi, eines der beiden alten historischen Werke der japanischen Geschichte, geschrieben in klassischem Chinesisch, gelesen. Die Besonderheit daran war, dass zur Heian-Zeit Frauen weder Chinesisch lesen noch schreiben konnten, sondern sich der sog. „Frauenschrift“ (onna-de) bedienten. Murasaki besaß aber sehr wohl die Fähigkeit, Chinesisch zu lesen. Doch es gab noch eine weitere Schriftstellerin bei Hofe, von der bekannt war, dass sie der chinesischen Schrift mächtig war, Sei Shōnagon.

### Rivalinnen – Murasaki Shikibu und Sei Shōnagon
Sei Shōnagon, die Autorin des Kopfkissenbuches, kannte sich mit dem Leben bei Hofe aus, sie war provozierend und selbstsicher und auch eine ausgezeichnete Schriftstellerin. Die kleine Stiefschwester Murasakis heiratete einen Beamten, welcher am Hof des Kaisers tätig war. Ein Plan, welchen dieser Beamte entworfen hatte, war von ihm in so unleserlicher Schrift kommentiert worden, dass sich Sei Shōnagon die Freiheit nahm, ihn nun durch eine Anmerkung ihrerseits zum Gespött bei Hofe zu machen. Auch sprach sie schlecht über Murasakis verstorbenen Gatten Fujiwara Nobutaka. Murasaki, deren Kenntnisse der chinesischen Schrift der Shōnagons überlegen gewesen sein mussten, rümpfte, als sie eines von Shōnagons Schriftstücken sah, nur die Nase. Auch ließ sie in ihrem Tagebuch kein gutes Wort über sie fallen.
Ein weiterer Grund für ihre gegenseitige Abneigung war, dass sie im Gefolge unterschiedlicher Kaiserinnen dienten. Die erste und demnach rangälteste Gemahlin Ichijōs war Kaiserin Sadako (oder Teishi 定子, 977–1000), in deren Gefolge sich Sei Shōnagon befand. Zu jener Zeit waren es jedoch die Fujiwara, welche an der Macht waren, allen voran Fujiwara Michinaga, und als er es schaffte, seine eigene Tochter zur Kaiserin zu machen, stellte er sicher, dass sie es war, die den für eine Frau höchsten Rang innehatte. Dies war natürlich ein schwerer Schlag für Kaiserin Sadako und ihr Gefolge, die der neuen Kaiserin und ihrem Gefolge, welchem auch Murasaki angehörte, nicht gerade wohlgesinnt gegenüberstanden.

### Das Leben bei Hof (II)
Murasaki verbrachte viel Zeit damit, das Genji Monogatari zu schreiben, musste sich aber auch ihren Verpflichtungen bei Hof widmen. Sie musste das Spielen der Koto erlernen, sich im kalligraphischen Schreiben üben und die Kaiserin unterhalten. Sie unterwies die Kaiserin nicht nur in den von Ministern und dem Kaiser empfohlenen Werken, sondern heimlich auch in Sammlungen von Gedichten, in denen Murasaki die Möglichkeit sah, aus der Kaiserin eine Frau mit höchsten moralischen Vorstellungen zu machen, was ihr Vater Michinaga sehr begrüßte. Im Herbst 1008 begann sie das Murasaki Shikibu nikki 紫式部日記, welches ihr Leben bei Hof beschrieb und die Zeit vor und nach der Geburt des Kronprinzen Atsuhira (敦成親王, Atsuhira-shinnō), des späteren Go-Ichijō Tennō (1008–1036), behandelte. In ihrem Tagebuch schrieb sie, bis zur Vollendung im Jahre 1010, all ihre Gedanken über Veranstaltungen und Ereignisse sowie ihre Meinung über andere Hofdamen nieder.
Es wird angenommen, dass Murasaki im Jahr 1011 den Hof für einige Zeit verließ, da auch sie den Tod eines geliebten Menschen zu verkraften hatte, den ihres Bruders Nobunori. Wann sie wieder an den Hof zurückkehrte und wie ihr weiteres Leben bis zu ihrem Tode verlief, ist unklar.

## Nach dem Tod

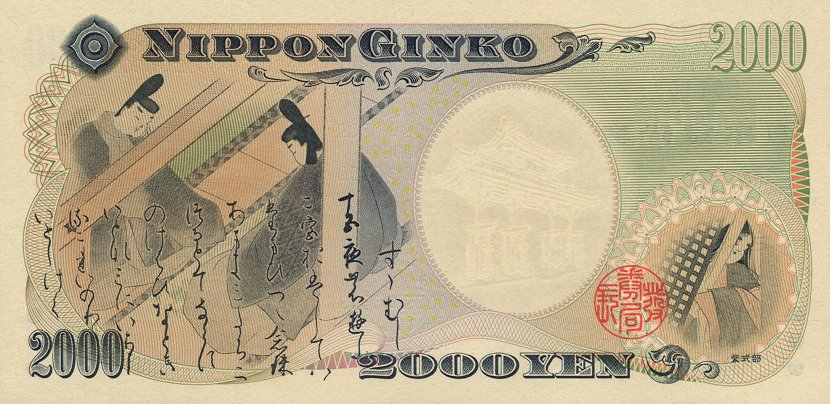
Rückseite des aktuellen 2000-Yen-Scheins mit einer Szene aus Genji Monogatari

Ebenso ungewiss wie Murasaki Shikibus Geburtsjahr ist ihr Todesjahr. Hier wird 1014 (Chōwa 長和 3), 1016 (Chōwa 5) oder 1025 (Manju 万寿 2) genannt. Am wahrscheinlichsten gilt das Jahr 1016, da ihr Vater in jenem Jahr in ein buddhistisches Kloster eintrat. Man nimmt an, dies sei aufgrund seiner Trauer um Murasaki und ihren Bruder geschehen.
Zur Mitte der Kamakura-Zeit wurde sie als eine der Sechsunddreißig weiblichen Unsterblichen der Dichtkunst und ab dem 12. Jahrhundert als eine der Sechsunddreißig Unsterblichen der Dichtkunst des Mittelalters geehrt.
Murasaki Shikibus Grab soll südlich des Byakugō-in, eines dem Urin-in zugehörigen Klosters in Kyōto, und westlich des Grabes von Takamura no Ono (篁小野, Höfling, Dichter und Gelehrter, 802–853) liegen.
Im Tafelservice berühmter Frauen von Vanessa Bell und Duncan Grant von 1934 ist ein Teller Murasaki Shikibu gewidmet.
Der von der japanischen Regierung ab Juli 2000 in Umlauf gebrachte 2000-Yen-Schein zeigt auf der Rückseite links eine Szene aus Genji Monogatari und rechts unten eine künstlerische Darstellung von Murasaki Shikibu.

## Übersetzungen
- Murasaki Shikibu, Die Abenteuer des Prinzen Genji.  Nach dem englischen Text des Kenchio Suyematsu ins Deutsche übertragen und mit einer Einleitung versehen von Maximilian Müller-Jabusch, München 1912 (Langen Verlag)
- dieselbe, Die Geschichte vom Prinzen Genji, wie sie geschrieben wurde um das Jahr Eintausend unserer Zeitrechnung von Murasaki, genannt Shikibu, Hofdame der Kaiserin von Japan. Nach der englischen Übertragung von Arthur Waley deutsch von Herberth E. Herlitschka, Leipzig 1937 (Insel Verlag)
- dieselbe, Genji-monogatari: Die Geschichte vom Prinzen Genji. Altjapanischer Liebesroman aus dem 11. Jahrhundert, verfasst von der Hofdame Murasaki. Aus dem Original übersetzt von Oscar Benl, Zürich 1966 (Manesse Verlag)